# Гришунята (Кировская область)
Гришунята — упразднённая в 2003 году деревня в Яранском районе Кировской области России. На год упразднения входила в состав Сердежского сельского округа

## География
Урочище находится в юго-западной части Кировской области, в зоне хвойно-широколиственных лесов, на левом берегу реки Пурт, на расстоянии приблизительно 33 километров (по прямой) к востоку-юго-востоку (ESE) от города Яранска, административного центра района.
Абсолютная высота — 145 метров над уровнем моря.

## Топоним
К 1876 году известен под тремя названиями: починое Пурт (Кугузянура, Гришуновской)

## История
В «Списке населенных мест Российской империи», изданном в 1876 году, населённый пункт упомянут как казённый починок Пурт (Кугузянура, Гришуновской) Яранского уезда (2-го стана), при речке Пурте, расположенный в 34 верстах от уездного города Яранска. В починке насчитывалось 15 дворов и проживало 144 человека (69 мужчин и 75 женщин)
В 1926 году в административном отношении деревня входила в состав Мироновского сельсовета Тожсолинской волости Яранского уезда.
Населённый пункт был снят с учёта Законом Кировской области от 03.06.2003 № 164-ЗО

## Население
В 1926 году население деревни составляло 160 человек (67 мужчин и 93 женщины), к 1950 году проживало 107 человек.

## Инфраструктура
Было развито сельское хозяйство, личные подворья.
В 1926 году насчитывалось 31 крестьянское хозяйство, в 1950 году — 29 хозяйств.

## Транспорт
Просёлочные дороги.